# Centre National d'Études Spatiales
El Centre National d'Études Spatiales o (CNES, en català Centre Nacional d'Estudis Espacials) és un organisme governamental francès a càrrec del desenvolupament dels estudis de l'espai. Té la seu a París i va ser fundat en 1961.
El 2012 tenia un pressupost de 1.920 milions d'euros.

## Infraestructura tecnològica espacial del CNES
EL CNES se centra en les següents àrees de coneixement:
- Estacions de seguiment
- Centres de llançament
- Fabricació de satèl·lits
- Llançaments orbitals autònoms
- Naus interplanetàries
- Estacions espacials
- Vol tripulat